# Grandes éxitos (álbum de Coda)
Grandes éxitos es un álbum recopilatorio de la banda mexicana de rock en español Coda y fue publicado en 2001 por Sony Music Entertainment México.
Este compilado numera canciones de los tres primeros álbumes de estudio de la banda: Enciéndelo, Veinte para las doce y Nivel 3.
Tiempo después de la publicación de Grandes éxitos, la agrupación de separó. Luego de un año de la desintegración de Coda, el cantante Salvador «Chava» Aguilar volvió a formar la banda con nuevos integrantes.

## Lista de canciones
Todas las canciones fueron compuestas por Coda.

| Side one |                           |          |  |
| N.º      | Título                    | Duración |  |
| 1.       | «Atrévete»                | 3:40     |  |
| 2.       | «Luz roja»                | 3:42     |  |
| 3.       | «Atado a tu piel»         | 3:24     |  |
| 4.       | «No digas no»             | 3:20     |  |
| 5.       | «Por ti»                  | 3:47     |  |
| 6.       | «Aún»                     | 4:53     |  |
| 7.       | «Prohibido»               | 4:09     |  |
| 8.       | «En la marea del pecado»  | 4:18     |  |
| 9.       | «Pon el mundo a girar»    | 4:04     |  |
| 10.      | «Solo»                    | 4:38     |  |
| 11.      | «Perdóname»               | 4:23     |  |
| 12.      | «No te quiero perder»     | 5:00     |  |
| 13.      | «No puedo estar sin ti»   | 3:43     |  |
| 14.      | «Carrusel»                | 3:34     |  |
| 15.      | «Muy bien»                | 4:10     |  |
| 16.      | «Halcón de invierno»      | 4:54     |  |
| 17.      | «¿Qué color se necesita?» | 5:27     |  |
| 18.      | «Nada en común»           | 4:02     |  |

## Créditos

### Coda
- Salvador «Chava» Aguilar — voz
- Antonio «Toño» Ruiz — guitarra acústica de doce cuerdas y guitarra eléctrica
- Jesús «Chucho» Esquivel — batería
- Allan Pérez — bajo
- David Melchor — teclados

### Productores
- Coda
- Luiz Carlos Meluly
- Robin Black
- Alejandro Zepeda